# Bencilamina
La bencilamina es un compuesto orgánico líquido incoloro de fórmula molecular C7H9N. Consiste en un grupo bencilo enlazado a un grupo funcional de la amina; es un precursor común en síntesis orgánica.

## Fabricación
La bencilamina se puede producir de varias maneras: a partir de la reacción de cloruro de bencilo y amoníaco; por la reducción del benzonitrilo; por la reacción entre el bromuro de bencilo y la acetamida; a partir de la reacción entre N-bencilftalimida e hidrato de hidrazina.

Estructura de la bencilamina.

## Usos
Se utiliza como una fuente de enmascarado del amoníaco, ya que después de N-alkylation, el grupo bencilo puede ser eliminado por hidrogenolisis:
C6H5CH2NH2  +  2 RBr  →   C6H5CH2NR2  +  2 HBr
C6H5CH2NR2  +  H2  →   C6H5CH3  +  R2NH
Normalmente se utiliza una base en el primer paso para absorber el HBr (o el ácido correspondiente para otros tipos de agentes alquilantes)